# Stupe
 Ovo je članak o naseljenom mjestu Stupe. Za druga značenja pogledajte Stupa (uređaj).
Stupe su naseljeno mjesto u Republici Hrvatskoj u Zagrebačkoj županiji. 

## Zemljopis
Administrativno su u sastavu općine Žumberak. Naselje se proteže na površini od 1,33 km².

## Stanovništvo
Prema popisu stanovništva iz 2001. godine u naselju Stupe živi 47 stanovnika i to u 18 kućanstava. Gustoća naseljenosti iznosi 35,34 st./km².
| broj stanovnika | 147   | 156   | 179   | 207   | 212   | 198   | 173   | 206   | 177   | 172   | 152   | 127   | 93    | 63    | 47    | 31    | 19    |
|                 | 1857. | 1869. | 1880. | 1890. | 1900. | 1910. | 1921. | 1931. | 1948. | 1953. | 1961. | 1971. | 1981. | 1991. | 2001. | 2011. | 2021. |